# سلطان الغنام (لاعب كرة قدم مواليد 1994)
سلطان الغنام لاعب كرة قدم سعودي يلعب في مركز الظهير الأيمن، ويلعب حالياً مع نادي النصر. ومع المنتخب السعودي الأول.

## مسيرة اللاعب
- لعب في الفئات السنية في نادي الزلفي وانتقل إلى الفيصلي في عام 2015.
- انتقل إلى نادي النصر السعودي في عام 2018.
- اختير ضمن تشكيلة المنتخب السعودي في كأس العالم 2022 في قطر.[4]

## بطولاته

### 
نادي النصر السعودي
- دوري المحترفين السعودي:
  - البطل (1): 2019.
- كأس السوبر السعودي:
  - البطل (2): 2019، 2020
- كأس العرب للأندية الأبطال:
  - البطل (1):  2023

## روابط خارجية
- سلطان الغنام على موقع قاعدة بيانات كرة القدم.إي يو (الإنجليزية)
- سلطان الغنام على موقع ناشيونال فوتبول تيمز (الإنجليزية)
- سلطان الغنام على موقع Soccerway.com (الإنجليزية)
- سلطان الغنام على موقع عالم كرة القدم.نت (الإنجليزية)